# Condutância térmica de contato
Em física, condutância térmica de contato é o estudo da condução térmica entre corpos sólidos em contato. O coeficiente de contato térmico, {\displaystyle h_{c}}, é uma propriedade indicando a condutividade térmica, ou habilidade em conduzir calor, entre dois corpos em contato. O inverso desta propriedade é a propriedade da resistência térmica de contato.

## Definição
Quando dois corpos sólidos entram em contato, tal como A e B na Figura 1, o calor flui do corpo mais quente para o corpo mais frio. A partir da experiência, o perfil de temperatura ao longo dos dois corpos varia, aproximadamente, como mostrado na figura. A queda de temperatura é observada na interface entre as duas superfícies em contato. Este fenômeno é dito ser um resultado de uma resistência térmica de contato existindo entre as superfícies em contato. A resistência térmica de contato é definida como a razão entre esta queda de temperatura e o fluxo de calor médio através da interface.
De acordo com a lei de Fourier, o fluxo de calor entre os corpos é encontrado pela relação:
{\displaystyle q=-kA{\frac {dT}{dx}}} (1)
onde {\displaystyle q} é o fluxo de calor, {\displaystyle k} é a condutividade térmica, {\displaystyle A} é a área da seção transversal e {\displaystyle dT/dx} é o gradiente de temperatura na direção do fluxo.
Das considerações de conservação de energia, o fluxo de calor entre os dois corpos em contato, corpos A e B, é encontrado por:
{\displaystyle q={\frac {T_{1}-T_{3}}{\Delta x_{A}/(k_{A}A)+1/(h_{c}A)+\Delta x_{B}/(k_{B}A)}}} (2)
Pode-se observar que o fluxo de calor está diretamente relacionada à condutividade térmica dos corpos em contato, {\displaystyle k_{A}} e {\displaystyle k_{B}}, a área de contato, {\displaystyle A} e a resistência térmica de contato, {\displaystyle 1/h_{c}}, a qual, como previamente notado, é o inverso do coeficiente de condutância térmica, {\displaystyle h_{c}}.

## Importância
A condutância térmica de contato é um importante fator numa variedade de aplicações, principalmente porque muitos sistemas físicos contém uma combinação mecânica de dois materiais. Alguns dos campos onde a condutância térmica de contato é importante são:
- Eletrônica
  - Empacotamento eletrônico (electronic packaging)
  - Dissipadores de calor
  - Brackets
- Indústria
  - Resfriamento de reatores nucleares
  - Resfriamento de turbina a gás
  - Motores de combustão interna
  - Trocadores de calor
  - Isolamento térmico
- Voo
  - Veículos de voo hipersônico
  - Monitoração térmica para veículos espaciais

## Fatores que influenciam a condutância de contato

Fig. 2: Uma ampliação da interface entre duas superfícies em contato. A qualidade final é exagerada por causa do argumento.